# Jawhen Sobal
Jawhen Henadzevitsj Sobal (Wit-Russisch: Яўген Генадзьевіч Собаль) (Hoina, 7 april 1981) is een Wit-Russisch wielrenner en voormalig baanwielrenner die sinds 2024 rijdt voor Chengdu DYC Cycling Team.

## Carrière
In 2004 nam Sobal deel aan de puntenkoers op de Olympische Zomerspelen in Athene. Met een achterstand van 69 punten op winnaar Michail Ignatiev eingide hij hier op de twaalfde plaats. In 2010 beëindigde Sobal zijn carrière. In 2016 kwam hij op dit besluit terug en sloot zich aan bij Minsk Cycling Club, voor wie hij in juli de laatste etappe en het eindklassement van de Koers van de Olympische Solidariteit won.

## Overwinningen
2001
 Wit-Russisch kampioen op de weg, Elite
2003
 Wit-Russisch kampioen tijdrijden, Elite
 Wit-Russisch kampioen op de weg, Elite
2004
Proloog en 2e etappe Ronde van Turkije
2006
1e etappe Ronde van de Aostavallei
2007
1e etappe Wielerweek van Lombardije (ploegentijdrit)
2008
2e etappe Ronde van Servië
2016
5e etappe Koers van de Olympische Solidariteit
Eind- en bergklassement Koers van de Olympische Solidariteit
2019
Eindklassement Vijf ringen van Moskou
Horizon Park Race for Peace
 Wit-Russisch kampioen tijdrijden, Elite
 Wit-Russisch kampioen op de weg, Elite
2020
 Wit-Russisch kampioen op de weg, Elite
2023
 Wit-Russisch kampioen op de weg, Elite
2024
 Wit-Russisch kampioen op de weg, Elite

## Resultaten in voornaamste wedstrijden
|      | \| Jaar \| \| WK op de weg \| \| ---- \| \| ------------ \| \| 2018 \| \| opgave \| |              |
| Jaar |                                                                                     | WK op de weg |
| 2018 |                                                                                     | opgave       |

## Ploegen
- 2004 –  Grupa PSB (vanaf 22-5)
- 2007 –  Cinelli-Endeka-OPD
- 2008 –  Tinkoff Credit Systems
- 2009 –  Centri della Calzatura (vanaf 1-3)
- 2010 –  Partizan Srbija (vanaf 1-5)
- 2016 –  Minsk Cycling Club (vanaf 25-5)
- 2017 –  Minsk Cycling Club
- 2018 –  Minsk Cycling Club
- 2019 –  Minsk Cycling Club
- 2020 –  Minsk Cycling Club
- 2021 –  Minsk Cycling Club
- 2022 –  Minsk Cycling Club
- 2023 –  Minsk Cycling Club
- 2024 –  Chengdu Cycling Team
- 2025 –  Chengdu DYC Cycling Team

Bazhenov · Cavalli · Coletta · Dotti · Falzarano · Fanelli · Hristov · Kvatsjoek · Martínez · Montanari · Perez (1984) · Pugaci · Roedenko · Sjtsjebelin · Smirnov · Sobal · Torres · Urrea Vergara (stagiair)
Broett · 
Chatoentsev ·
Contrini ·
Gottfried · 
Ignatjev ·
Jeskov ·
Kiryjenka · 
Klimov · 
Loddo ·  
Mazzanti · 
Pedraza ·  
Petrov ·  
Riccio ·
Rovny · 
Serov · 
Serrano ·  
Sobal ·
Troesov · 
Tsjernetski ·
Contoli (stagiair) ·
Graziato (stagiair) ·
Marycz (stagiair)   
Bazjkow · Ivasjkin · Karaljok · Klimjankow · Moezytsjkin · Papok · Ramanaw · Samojlaw · Sjemetaw · Sjoemaw · Sobal · Strokaw · Vorganov